# Le Petit-Pressigny
Le Petit-Pressigny és un municipi francès, situat al departament de l'Indre i Loira i a la regió de Centre – Vall del Loira. L'any 2007 tenia 320 habitants.

## Demografia

### Població
El 2007 la població de fet de Le Petit-Pressigny era de 320 persones. Hi havia 153 famílies, de les quals 59 eren unipersonals (16 homes vivint sols i 43 dones vivint soles), 55 parelles sense fills, 31 parelles amb fills i 8 famílies monoparentals amb fills.
La població ha evolucionat segons el següent gràfic:
Habitants censats

### Habitatges
El 2007 hi havia 249 habitatges, 158 eren l'habitatge principal de la família, 74 eren segones residències i 17 estaven desocupats. 247 eren cases i 1 era un apartament. Dels 158 habitatges principals, 135 estaven ocupats pels seus propietaris, 21 estaven llogats i ocupats pels llogaters i 2 estaven cedits a títol gratuït; 2 tenien una cambra, 11 en tenien dues, 33 en tenien tres, 45 en tenien quatre i 67 en tenien cinc o més. 103 habitatges disposaven pel capbaix d'una plaça de pàrquing. A 92 habitatges hi havia un automòbil i a 46 n'hi havia dos o més.

### Piràmide de població
La piràmide de població per edats i sexe el 2009 era:
| Homes | Edats   | Dones |
| ----- | ------- | ----- |
| 0     | 95 o +  | 4     |
| 4     | 90 a 94 | 4     |
| 12    | 85 a 89 | 12    |
| 8     | 80 a 84 | 4     |
| 12    | 75 a 79 | 4     |
| 28    | 70 a 74 | 20    |
| 20    | 65 a 69 | 16    |
| 8     | 60 a 64 | 16    |
| 16    | 55 a 59 | 12    |
| 4     | 50 a 54 | 12    |
| 12    | 45 a 49 | 12    |
| 8     | 40 a 44 | 4     |
| 8     | 35 a 39 | 4     |
| 16    | 30 a 34 | 12    |
| 16    | 25 a 29 | 8     |
| 8     | 20 a 24 | 12    |
| 0     | 15 a 19 | 8     |
| 28    | 10 a 14 | 4     |
| 0     | 5 a 9   | 8     |
| 0     | 0 a 4   | 4     |

## Economia
El 2007 la població en edat de treballar era de 173 persones, 128 eren actives i 45 eren inactives. De les 128 persones actives 119 estaven ocupades (56 homes i 63 dones) i 9 estaven aturades (7 homes i 2 dones). De les 45 persones inactives 25 estaven jubilades, 12 estaven estudiant i 8 estaven classificades com a «altres inactius».

### Ingressos
El 2009 a Le Petit-Pressigny hi havia 162 unitats fiscals que integraven 332 persones, la mediana anual d'ingressos fiscals per persona era de 14.165 €.

### Activitats econòmiques
Dels 10 establiments que hi havia el 2007, 1 era d'una empresa alimentària, 1 d'una empresa de fabricació d'altres productes industrials, 1 d'una empresa de construcció, 3 d'empreses de comerç i reparació d'automòbils, 2 d'empreses d'hostatgeria i restauració, 1 d'una empresa immobiliària i 1 d'una empresa de serveis.
Dels 3 establiments de servei als particulars que hi havia el 2009, 1 era un paleta i 2 restaurants.
L'únic establiment comercial que hi havia el 2009 era una fleca.
L'any 2000 a Le Petit-Pressigny hi havia 45 explotacions agrícoles que ocupaven un total de 2.349 hectàrees.

## Equipaments sanitaris i escolars
El 2009 hi havia una escola elemental integrada dins d'un grup escolar amb les comunes properes formant una escola dispersa.

## Poblacions més properes
El següent diagrama mostra les poblacions més properes.